# تئودور استورجن
 تئودور استورجن (انگلیسی: Theodore Sturgeon؛ ۲۶ فوریهٔ ۱۹۱۸ – ۸ مهٔ ۱۹۸۵) با نام اصلی ادوارد همیلتون والدو، یک نویسنده ادبیات داستانی اهل ایالات متحده آمریکا بود.
وی همچنین برنده جوایزی همچون جایزه نبولا شده است.